# Desa Kemang (administrativ by i Indonesien, lat -6,90, long 107,27)
Desa Kemang är en administrativ by i Indonesien.   Den ligger i provinsen Jawa Barat, i den västra delen av landet, 90 km sydost om huvudstaden Jakarta.